# Gerhard Malnic
Gerhard Malnic (Milão, 25 de setembro de 1933 – São Paulo, 5 de fevereiro de 2023) foi um fisiologista, pesquisador e professor universitário brasileiro, referência na pesquisa da fisiologia renal. 
Comendador e Grande oficial da Ordem Nacional do Mérito Científico, membro titular da Academia Brasileira de Ciências, da Academia de Ciências do Estado de São Paulo e da Academia de Ciências da América Latina, Malnic era professor titular aposentado e professor emérito do Instituto de Ciências Biomédicas da Universidade de São Paulo (ICB-USP), fundador e depois diretor do Instituto de Estudos Avançados da USP.

## Biografia
Gerhard nasceu em Milão, em 1933. Era filho de um químico de ascendência eslovena, representante de uma companhia alemã de tinturaria que posteriormente, passou a laborar para o império industrial Matarazzo, e duma austríaca. O casal mudou-se para o Brasil quando Malnic tinha quatro anos. Em 1956, naturalizou-se brasileiro.

## Carreira
Em 1957, formou-se em medicina pela Universidade de São Paulo e pela mesma instituição, recebeu o título de doutor em 1960. Sob orientação do Dr. Alberto Carvalho da Silva, escreveu sua tese: Estudos Sobre o Mecanismo de Excreção Renal de Cloretos em Refrons Individuais do Rato. Realizou pós-Doutoramento na Tulane University, Nova Orleães de 1961 a 62, e na Cornell University, Nova Iorque entre 1962 e 64 no laboratório do Dr. Gerhard Giebisch.
Desde 1973, é professor da Universidade de São Paulo, onde ocupou cargos como Chefe de Departamento de 1978 a 1981 e de 1984 a 1988, Vice-Diretor do Instituto de Estudos Avançados da USP de 1986 a 1989, Diretor do Instituto de Ciências Biomédicas de 1989 a 1993.
Foi membro do corpo editorial de revistas científicas como Kidney International (entre 1972 e 75), Brazilian Journal of Biological and Medical Research (1981 - 91), American Journal of Physiology e Renal

## Reconhecimento
Foi membro titular das Academia Brasileira de Ciências (desde 27 de março de 1979), da Ciências do Estado de São Paulo (onde ocupou o cargo de presidente no período de 1995 a 97), membro honorário nacional da Nacional de Medicina, e membro conselheiro da de Ciências da América Latina. Foi também, presidente da Sociedade Brasileira de Biofísica (1983 - 1985) e da Sociedade Brasileira de Fisiologia (1985 - 1988).

## Morte
Malnic morreu em 25 de fevereiro de 2023, em São Paulo, aos 89 anos.

## Prêmios
- “Lecturer”, R.F. Pitts Memorial Lecture, XXX International Congress of Physiological Sciences, Vancouver, Canadá (1986)

## Obras
- Bases Fisiológicas da Nefrologia (livro texto), 2012
- Ensino superior: conceito & dinamânica, João E. Steiner (co-autor), 2006
- Effect of ‘Furosemid’ on Chloride and Water Excretion in Single Nephrons of the Kidney of the Rat (artigo científico), 1965[13]